# حوادث خط وقف إطلاق النار الإسرائيلي-السوري خلال الحرب الأهلية السورية
خلال الحرب الأهلية السورية، وقعت عدة حوادث على خط وقف إطلاق النار بين إسرائيل وسوريا، مما أدى إلى توتر شديد في العلاقات بين البلدين. تعتبر هذه الأحداث امتدادًا للقتال في محافظة القنيطرة منذ عام 2012 وما تلاه من أحداث بين الجيش السوري والمتمردين، والتي تجري في الجولان ومنطقة الجولان المحايدة التي تسيطر عليها سوريا، ومشاركة حزب الله في الحرب الأهلية السورية. خلال الأحداث التي بدأت في أواخر عام 2012، وحتى منتصف عام 2014 ، قتل مدني إسرائيلي وأصيب أربعة جنود على الأقل؛ على الجانب السوري، تشير التقديرات إلى مقتل ما لا يقل عن عشرة جنود، فضلا عن اثنين من المسلحين مجهولين، والذين تم تحديدهم بالقرب من عين زيفان في مرتفعات الجولان.

## تقارير المرصد السوري لحقوق الإنسان
أفاد المرصد السوري لحقوق الإنسان على نطاق واسع في عدة حوادث، لكنه وصف بأنه «مؤيد للمعارضة» أو ضد الأسد، وقد تعرض لانتقادات لرفضه مشاركة بياناته أو منهجه.